# Variabele spikkelspanner
De variabele spikkelspanner (Alcis repandata) is een nachtvlinder uit de familie Geometridae (spanners). De voorvleugellengte bedraagt tussen de 19 en 26 millimeter. Zoals de naam al aangeeft is het uiterlijk van de imago zeer variabel. De soort komt verspreid over Europa en het Nabije Oosten voor. Hij overwintert als rups.

## Waardplanten
De variabele spikkelspanner heeft diverse loofbomen als waardplanten.

## Voorkomen in Nederland en België
De variabele spikkelspanner is in Nederland een algemene soort op de zandgronden en in België een niet zo algemene soort, die verspreid over het hele land kan worden gezien. De vlinder kent jaarlijks één generatie die vliegt van begin mei tot halverwege augustus.